# Élisabeth de Hesse (1539-1582)
Élisabeth de Hesse (13 février 1539 - 14 mars 1582) est électrice consort palatine de 1576 à 1582.

## Biographie
Elisabeth est la fille du landgrave Philippe Ier de Hesse et de son épouse Christine de Saxe, fille de Georges de Saxe. Elle épouse le 8 juillet 1560 à Marbourg Louis VI du Palatinat, électeur palatin. Douze enfants sont issus de cette union :
- Marie de Palatinat-Wittelsbach, 1561-1589, épouse de Charles IX de Suède.
- Élisabeth, 1562-1562.
- Dorothée-Élisabeth, 1565-1565.
- Dorothée, 1566-1567.
- Frédéric-Philippe, 1567-1568.
- Jean-Frédéric (mort en moins d'un mois après la naissance)
- Louis (mort dans un délai de trois mois de naissance)
- Catherine, 1572-1586.
- Christine, 1573-1619.
- Frédéric IV du Palatinat, 1574-1610, électeur Palatin.
- Philippe, 1575-1575.
- Élisabeth, 1576-1577.